# Mani Madhava Chakiar
Mani Madhava Chakiar (Māṇi Mādhava Chākyār) —15 de febrero de 1899 – 14 de enero de 1990— fue un artista de la danza y la actuación india, y un erudito sánscrito de Kerala (estado en el sur de la India).
Se le considera el más grande artista del kutiyattam o koodiyattam (antiguo teatro sánscrito) en los tiempos modernos.
Era considerado como una autoridad en abhinaia ( de actuación).
Conocía perfectamente toda la teoría y la práctica del arte koodiyattam tradicional y todos los prabandhas usados en el arte chakyar koothu.
Su netrābhinaya (la capacidad de actuar solamente con los ojos, sin mover otros músculos) era mundialmente famoso.
Tenía una capacidad excepcional de realizar rasa-abhinaya.
Podía explicar los conceptos, los métodos y las prácticas de Koodiyattam y de Chakyar Koothu de una manera clara y científica.
Había estudiado profundamente el Natia Shastra de Bharata Muni, así como las maneras diferentes de actuación que eran populares en Keralá.
Él fue el primer artista que llevó las artes koodiyattam y chakyar koothu fuera de los recintos de los templos de Keralá hasta toda la India y el primero que enseñó koodiyattam a discípulos que no practicaban chakyar, incluyendo extranjeros.
Poseía un profundo conocimiento del idioma sánscrito.
Es el autor de Nātyakalpadrumam, el tratado enciclopédico autoritativo en todos los aspectos del arte koodiyattam.
Enseñó en importantes academias nacionales de estas artes, como la Sangeet Natak Akademi.
Recibió muchos títulos prestigiosos como nātya-āchārya (supremo maestro de baile), vidūshaka-ratnam (joya entre los bufones).

## Galería

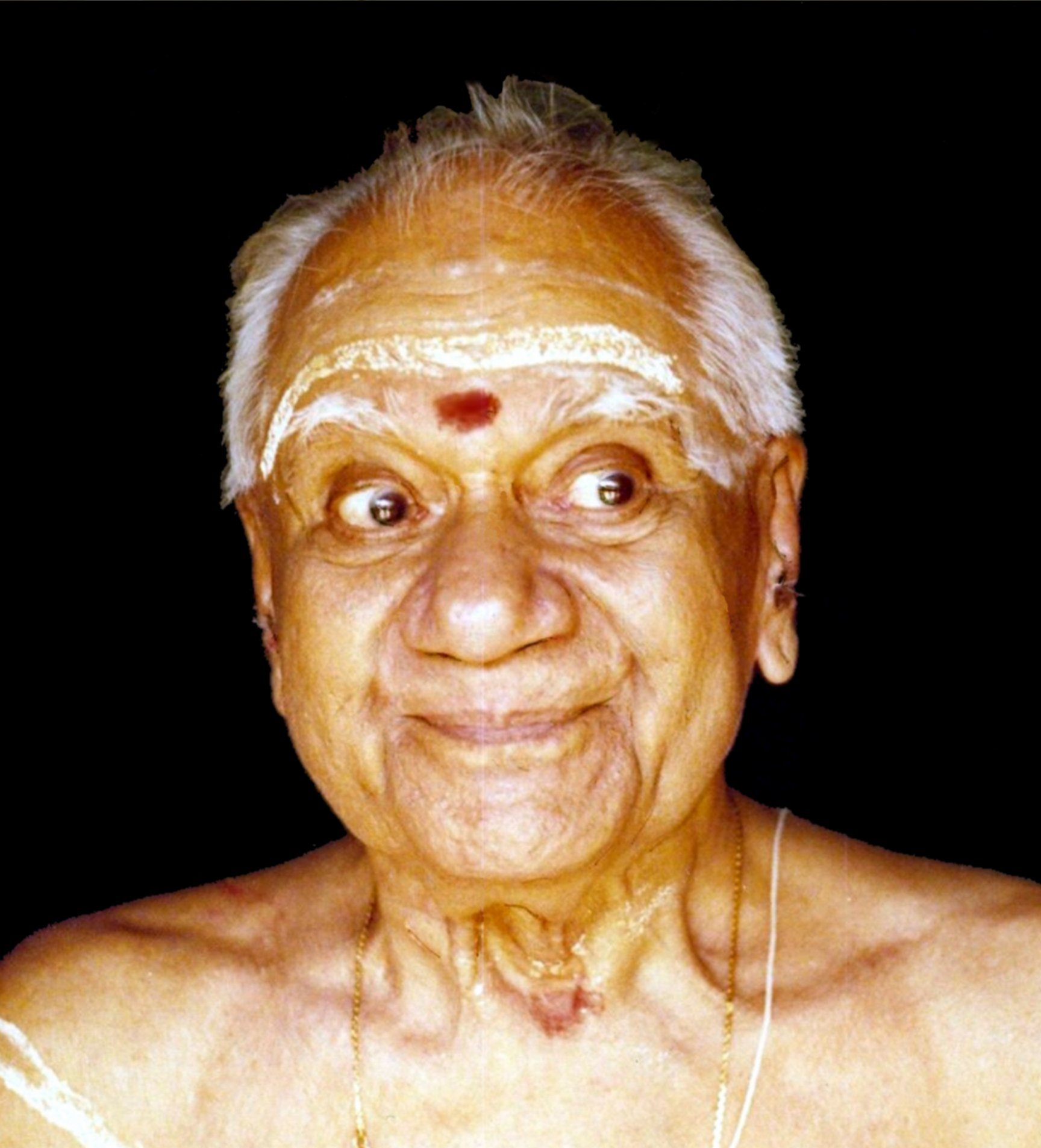
Mani Madhava Chakiar era considerado una autoridad en netra abhinaia (actuación con los ojos).
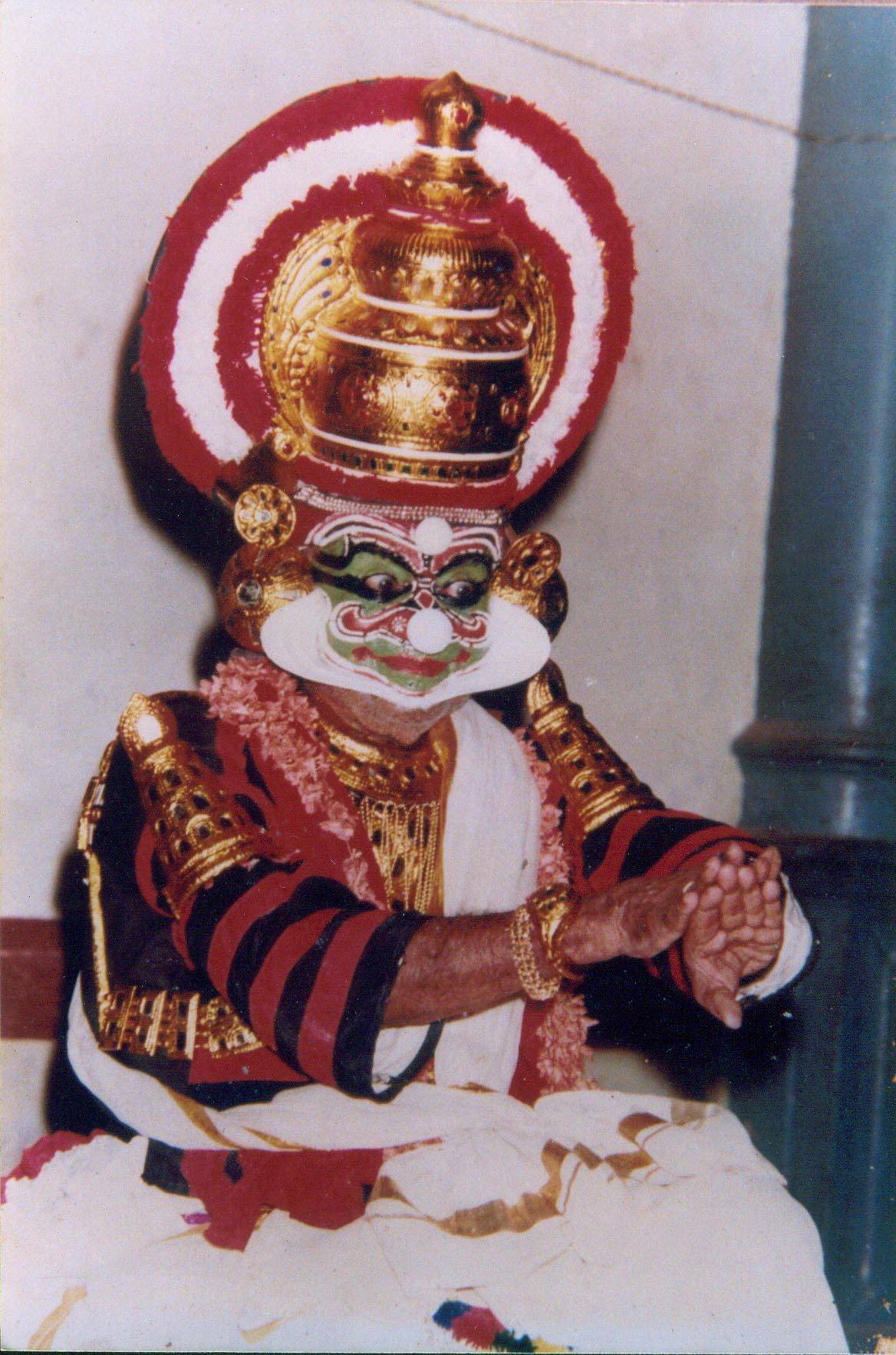
Gurú Chakiar representando al demoníaco rey rakshasa Rāvana a los 89 años.
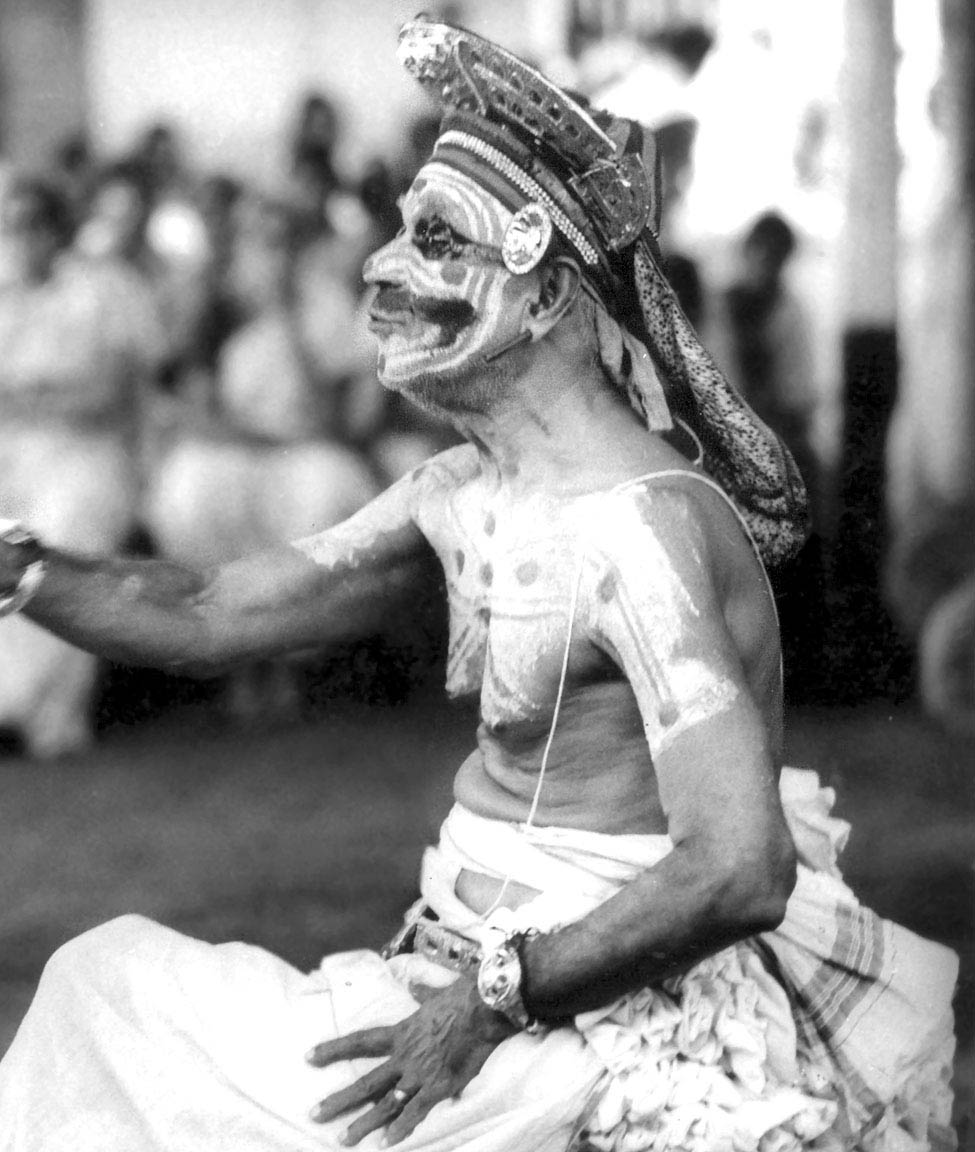
Chakiar haciendo chakyar koothu. Él fue quien sacó al arte chakyar kuthu y el kutiyattam fuera de los kutham balams.